# Barbara Rosiak
Barbara Rosiak (ur. 3 marca 1955 w Łodzi) – polska artystka grafik i malarz współczesny.

## Życiorys

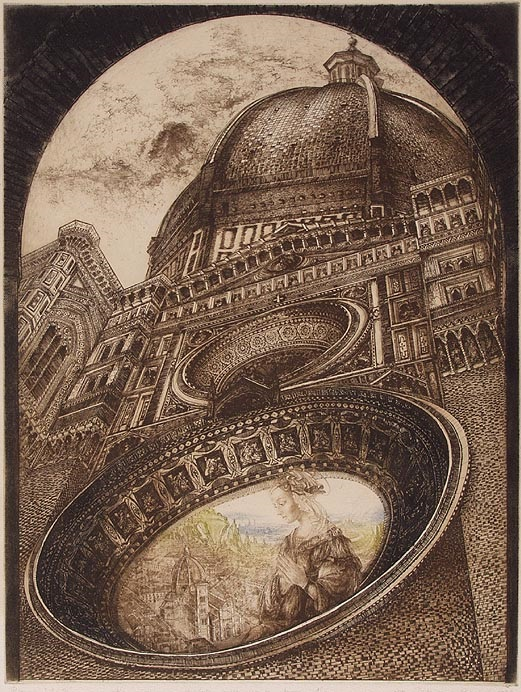
Barbara Rosiak – Florencja – Il Duomo – Akwaforta barwna

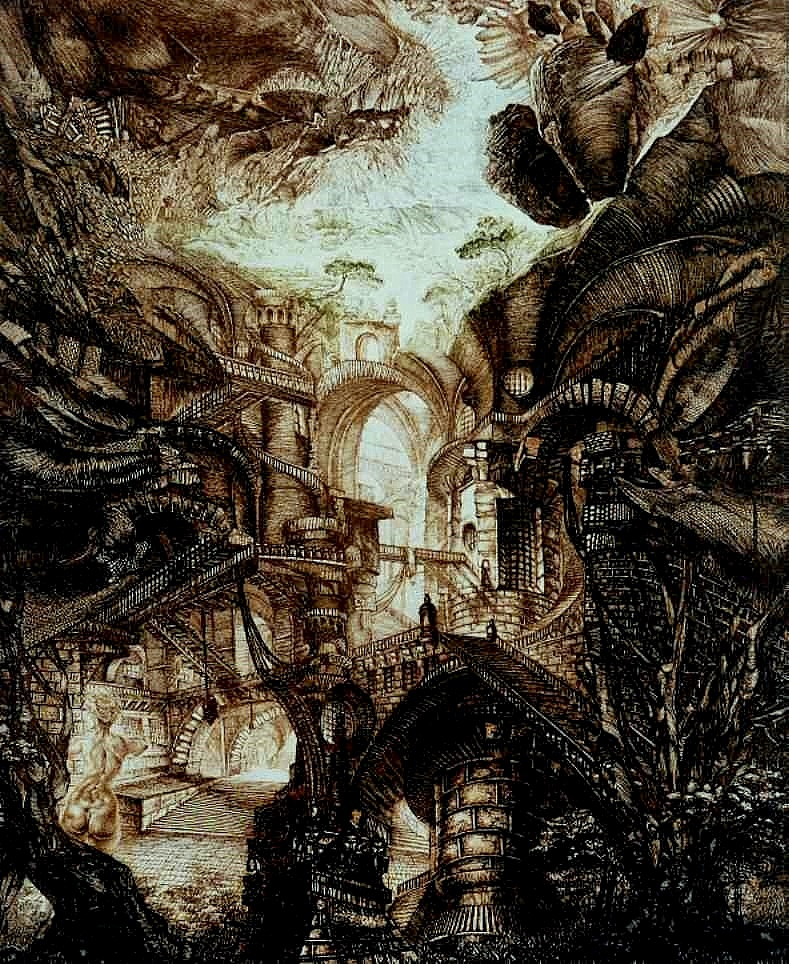
Barbara Rosiak – Twierdza Wzruszeń – Akwaforta barwna

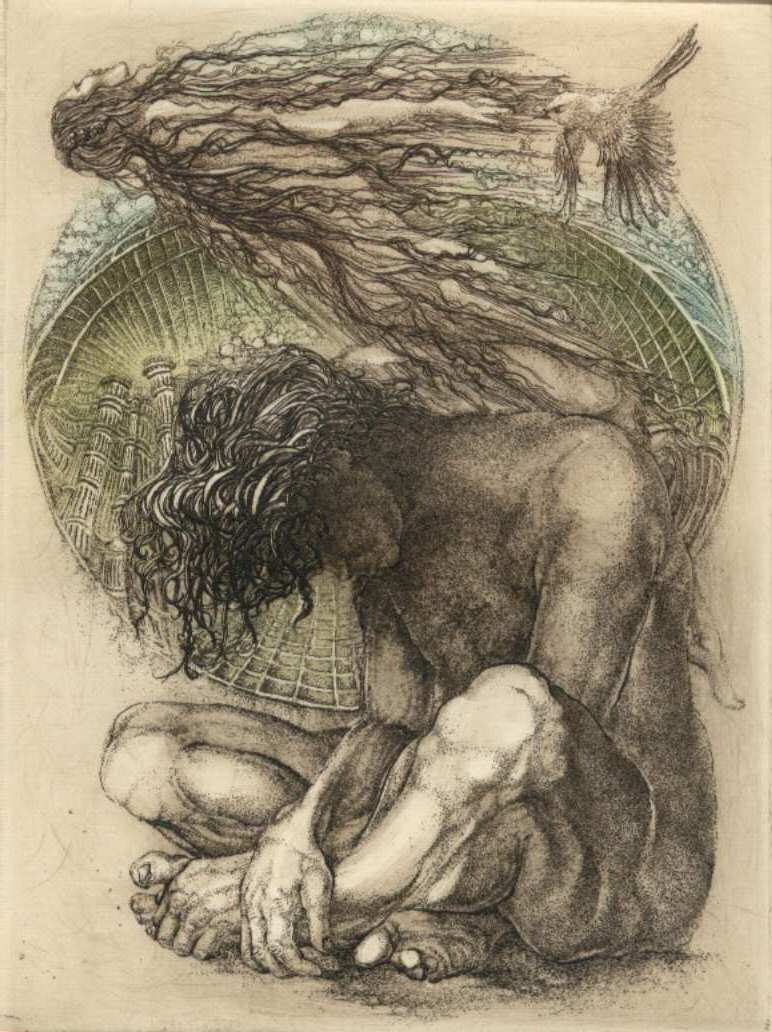
Barbara Rosiak – Żal – Akwaforta barwna

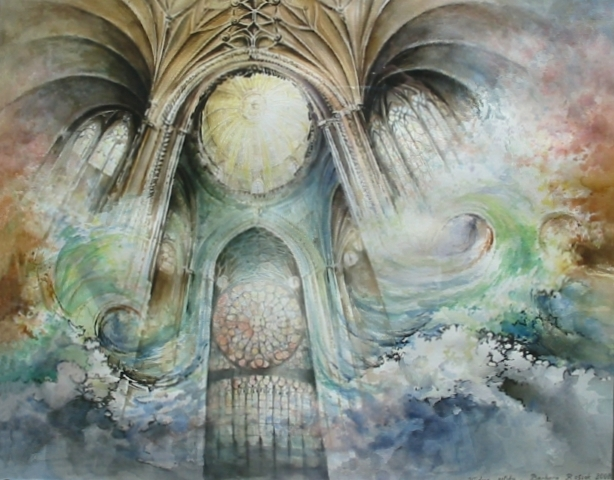
Barbara Rosiak – Widmo gotyku – Akwarela

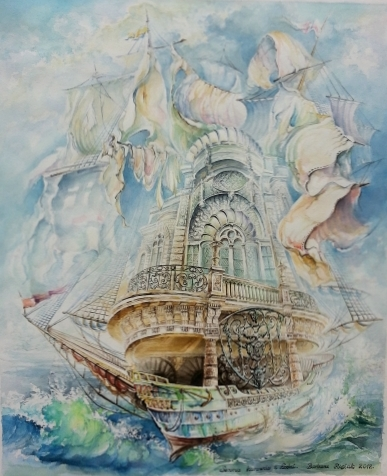
Barbara Rosiak – Senna karawela – Akwarela

Studia na Wydziale Malarstwa i Grafiki Państwowej Wyższej Szkoły Sztuk Plastycznych (PWSSP) (dziś Akademia Sztuk Pięknych im. Władysława Strzemińskiego w Łodzi) w Łodzi w latach 1974–1979. Specjalizacja w zakresie grafiki warsztatowej. Dyplom z wyróżnieniem w pracowni wklęsłodruku prof. Leszka Rózgi i aneks z malarstwa w pracowni prof. Stanisława Fijałkowskiego w 1979 roku.
Artystka tworzy kompozycje graficzne w klasycznych technikach metalowych, często wielobarwne. Głównym wątkiem jej twórczości są rozbudowane, symboliczne i fantastyczne pejzaże i weduty, w których kumuluje motywy architektoniczne, cytaty figuralne ze starego malarstwa (np. Madonny, akty itp.), detale zdobnicze i ornamenty z różnych epok historycznych (renesans, barok, secesja) ujęte w nierealne perspektywy.
Zajmuje sie głównie grafiką artystyczną w technice wklęsłodruku, akwafortą barwnej łączonej czasem z akwatintą, miękkim werniksem. Zajmuje się te formą ekslibrisu, ilustracją książkową i rysunkiem. Maluje akwarele i pastele.
Miała 30 wystaw indywidualnych i brała udział w ponad 100 wystawach zbiorowych i konkursach na świecie. Mieszka i pracuje w Łodzi.

## Wystawy indywidualne
- 1979 KMPiK – Klub – Łódź
- 1980
  - Galeria „G-P” – Warszawa
  - Gallery Bö Landsjö – Malmö
  - Galeria „Chimera” – BWA – Łódź
  - Gallery „Gimle Kunstsirkel” – Oslo
- 1981
  - Gallery Forni – Amsterdam
  - Gallery Tullgatan 1 – Malmö
- 1983
  - Galeria PSP – Toruń
  - Gallery „Samlargrafik” – Kristianstad
- 1984
  - Galeria Sztuki Religijnej – PAX – Łódź
  - Ośrodek Informacji i Kultury Polskiej – Sofia
  - KMPiK – Klub – Poznań
  - Galeria BWA – Konin
- 1985 Galeria Biblioteki Głównej – WSP Zielona Góra
- 1986
  - Euroart Gallery – Ottawa
  - Galeria BWA – Leszno
- 1986 Scheltema Boekhandel – Amsterdam
- 1987 J. A. Baruch Gallery – Chicago
- 1988 Galeria Grafiki i Plakatu 72 – Poznań
- 1990 Galeria K. Napiórkowskiej – Stary Rynek. Warszawa
- 1991 Galeria Grafiki i Plakatu „Aneks” – Poznań
- 1994 Art Galeria – Zakład Kultury i Oświaty. Szczecinek
- 1997 Ośrodek Duszpasterstwa Środowisk Twórczych – Łódź
- 1998 Galeria „Chimera – Willa” – BWA – Łódź
- 2000 Gallery „Samlargrafik” – Fjalkinge
- 2001 Galeria Sztuki – VI Oddział PKO BP Łódź
- 2002 Galeria Ekslibrisu – Dom Kultury „Podgórze” – Kraków
- 2006 Galeria K. Napiórkowskiej – Rynek Starego Miasta. Warszawa
- 2008 Galeria Ars Nova – Salon Wystawowy. Łódź
- 2014 Wystawa i Wykład – UNIWERSYTET III WIEKU przy Sanktuarium Miłosierdzia Bożego – Łódź.
- 2017 – 2018 Retrospektywna Wystawa Grafiki i Malarstwa z okazji 40-lecia pracy twórczej – Sala Lustrzana i Hol Główny w MUZEUM MIASTA ŁODZI – Łódź.

## Ważniejsze wystawy i konkursy zbiorowe w Polsce
- VIII i X Międzynarodowe Biennale Grafiki w Krakowie – BWA, Kraków. 1980, 1983
- Małe Formy Grafiki – BWA / Miejska Galeria Sztuki, Łódź. 1981, 1983, 1985, 1999, 2002, 2005, 2011
- Targi sztuki „INTERART” – BWA, Poznań. 1985
- Łódzki Salon Wiosenny – BWA, Łódź. 1986
- Międzynarodowe Biennale Exlibrisu Współczesnego – Muzeum Zamkowe, Malbork. 1988, 1990, 1992, 1994, 1996, 2000
- Międzynarodowe Triennale „MEZZOTINTA” – BWA, Sopot. 1988
- Biennale Małej Formy Grafiki i Exlibrisu – Muzeum Miasta Ostrowa Wielkopolskiego – Ratusz, Ostrów Wielkopolski. 1991, 2001, 2005
- I Triennale Grafiki Krajów Nadbałtyckich – Pałac Opatów, Ratusz, Gdańsk – Oliwa. 1992
- Międzynarodowa Wystawa Małej Formy Graficznej „Kontakt / 93" – Wojewódzki Dom Kultury, Toruń. 1993
- Łódzkie Prezentacje Plastyczne – BWA, Łódź. 1994
- Ogólnopolska Wystawa „Współczesny Exlibris Polski” – Muzeum Okręgowe, Rzeszów. 1995
- Międzynarodowy Konkurs Graficzny na Exlibris – Miejska Biblioteka Publiczna, Gliwice. 1997, 1999, 2001, 2005
- Exlibris Wrocławski i Małe Formy Grafiki – Galeria Pod Plafonem. Miejska Biblioteka Publiczna, Wrocław. 1999
- IV i V Krakowskie Biennale Exlibrisu Polskiego – Wojewódzka Biblioteka Publiczna, Dom Kultury „Podgórze, Kraków. 2000, 2002
- III Lubelskie Forum Małej Grafiki: „Sztuka – Edukacja” – Galeria Vetter, MDK, Lublin. 2002
- Wystawa interdyscyplinarna w ramach Warszawskiego Festiwalu Sztuki: „W cieniu katedr” – Galeria „Steel Forest”, Stara Papiernia, Konstancin Jeziorna. 2006
- Forum Małej Grafiki – Wydział Sztuk Pięknych KUL, Galeria „Pod Podłogą”, Lublin. 2007
- Wystawa interdyscyplinarna w ramach Nocy Muzeów „Autografy” – Archiwum PAN – Pałac Staszica, Warszawa. 2010
- Wystawa zbiorowa towarzysząca XIV Triennale Małej Formy Grafiki: „Łódź – miasto grafiki” – Ośrodek Propagandy Sztuki, Łódź. 2011
- „Leszek Rózga – Profesor i Adepci” – Galeria Kobro, Akademia Sztuk Pięknych w Łodzi. 2014
- X Międzynarodowy Konkurs Graficzny na Ekslibris ‘ GLIWICE 2014 – Miejska Biblioteka Publiczna w Gliwicach. 2014
- XV MIĘDZYNARODOWR TRENNALE MAŁEJ FORMY GRAFICZNEJ – Miejska Galeria Sztuki „WILLA” – Łódź. 2014
- „Leszek Rózga – Profesor i Adepci” – Galeria Uniwersytecka Instytutu Sztuki – Wydział Artystyczny Uniwersytetu Śląskiego – Cieszyn. 2015
- Wystawa Łódzkich Exlibrisów – Miejska Galeria Sztuki w Łodzi – Galeria „CHIMERA”. Łódź. 2016

## Ważniejsze wystawy i konkursy za granicą
- ART EXPO – organizacja Ars Polona DESA, New York. USA. 1980
- Małe Formy Grafiki – organizacja Ars Polona DESA. Gallery Depolma, Düsseldorf. Niemcy. 1981
- Targi Sztuki „MUBA” – organizacja Ars Polona DESA, Zurych, Bazylea. Szwajcaria. 1981, 1983
- Polska Grafika Barwna – wystawa pt. „Krajobraz” – organizacja CBWA. Caracas. Wenezuela. 1982
- Polska Miniatura Graficzna – organizacja BWA. Instytut Polski, Sztokholm. Szwecja. 1983
- Wystawa 10 Młodych Grafików Polskich – Ośrodek Kultury, Bourges. Francja. 1984
- Grafika Barwna z Polski – Århus, Lolland, Falsters, Kopenhaga, Fredriksberg. Dania. 1984
- Grafika Polska – organizacja BWA. Gallery Otomo. Osaka, Nagoya. Towo Art Center, Tokyo. Japonia. 1984
- Sztuka Polska – organizacja BWA. Salon Samochodowy Steyer–Daimler-Benz. Wiedeń. Austria. 1985
- Wystawa „Art never seen” – Euroart Gallery, Ottawa. Kanada. 1985
- Międzynarodowy Salon Grafiki – Pałac de la Beaujoire, Nantes. Francja. 1985
- Wystawa Grafiki Łódzkiej – organizacja BWA / Łódź. Muzeum Narodowe, Tampere. Finlandia. 1986
- Pejzaż Polski – Wystawa Interdyscyplinarna – Organizacja CBWA. Rabat. Maroko. 1986
- Annual International Exhibition Of Miniature Art – Del Bello Gallery. Toronto. Kanada. 1986, 1987
- XXII & XXIII Prix International D’Art Contemporain de Monte Carlo – Musee National. Monte Carlo. Monaco. 1988, 1989
- Salon Sztuki Wschodnioeuropejskiej – Town Art Gallery, Damme. Holandia. 1989
- II Festival International de Gravue de / Menton Les Pays De/L/East – Musee de Prehistoire Regionale. Menton. Francja. 1989
- International Art Competition: „Art Horizons” – Gallery 52. Soho. New York. USA. 1989
- XXIII International Exlibris Congress – Mönchengladbach. Niemcy. 1990
- „Małe jest piękne” – Wystawa Ministerstwa Spraw Zagranicznych – Instytut Polski. Paryż. Francja. 1990
- Internationale Biennale Of Small Graphic & Exlibris: „Eros” – Stadhuis, Sint Niklaas. Belgia. – 1991
- „Utopie sains illusion” – Konkurs Z Okazji 700-lecia powstania Szwajcarii. Publikacja Książkowa. Atelier Contraste, Fribourg. Szwajcaria. 1991
- International Exlibris Congress – Dajmaru Fuji – Department Store, Sapporo. Japonia. 1992
- Konkurs międzynarodowy: „Exlibris akwafortowy z okazji 400-lecia urodzin Jacgues Callot’a” – Metiatheque – Biblioteka Miejska. Nancy. Francja. 1992
- XVII International Independante Exhibition of Prints – Kanagawa Prefecture Gallery Auction, Yurino Stationery House Gallery. Yokohama. Japonia. 1992, 1995
- Concorso Internationale: „Exlibris Cristoforo Colombo 1492 – 1992, Jubileusz 500-lecia” – Palazzo Serra Gerace. Genova. Włochy. 1992
- X Jubilaumus Grafik Triennale – Stadsaal. Frechen. Niemcy. 1993
- II & III International Exhibition Of Prints – Ino-Cho Paper Museum. Kochi. Japonia. 1993, 1996
- I Internationale Grafik Biennale Maastricht – Exhibition & Congress – Centre (MECC), Maastricht. Holandia. 1993
- British International Miniature Print Exhibition – City Gallery, Leicester off Centre Gallery. Bristol. Wielka Brytania. 1994
- XIII Biennal of Print Art – Ibiza – Museo de Arte Contemporareiro de Ibiza – Ibiza. Baleary. Hiszpania. 1994
- II International Exhibition & Publication – Taiwan Exlibris Club, National Central Library, Taipei. Taiwan. 1994
- XI International Grafik Triennale – Stadtsaal. Frechen. Niemcy – 1996
- Międzynarodowy Konkurs graficzny: „Il Giubileo en il Nuovo Millennio” – Palazzo Sirena. Francavilla Al Mare. Włochy. 2000
- XXVIII International Exlibris Congress: „F.I.S.A.E.” – Boston. USA. 2000
- I Qingdao Biennal of Print & Exhibition – Qingdao Art Gallery. Qingdao. Chiny. 2000
- I International Print Biennale in Beijing – Beijing Yan Huang Art Gallery, Pekin. Chiny. 2003
- Contemporain Art Fair – „ST-ART” – Congress. Strasbourg, Francja. 2004, 2005, 2006
- Wystawa prac polskich mistrzów grafiki – organizatorzy: Ambasada Rzeczypospolitej Polskiej i Ministerstwo Informacji, Kultury i Turystyki Laosu – Centrum VIENTIAN / Muzeum Narodowe. Laos. 2012
- „Między niebem a ziemią”– Wystawa grafiki ze zbiorów Miejskiej Galerii Sztuki w Łodzi. MUZEUM SZTUKI WSCHODU i ZACHODU w Odessie, Konsulat Generalny RP w Odessie. Instytut Polski w Kijowie. Ukraina. 2018

## Nagrody w dziedzinie grafiki i ekslibrisu
- 1980 Pierwsza nagroda w konkursie sztuki religijnej w dziale grafiki – Galeria PAX w Łodzi. Polska.
- 1985 Pierwsza nagroda galerii „Smok” w konkursie “Erotyzm w miniaturze graficznej” – Galerie Miejskie w Słubicach i Gorzowie Wlkp. Polska.
- 1987 Wyróżnienie w X Otwartym Konkursie na Grafikę. Galeria Miejska BWA w Łodzi. Polska.
- 1991 Pierwsza nagroda i nagroda specjalna Muzeum Miejskiego w IV Biennale Małej Grafiki i Exlibrisu – Muzeum Ostrowa Wlkp. Polska
- 1992 Wyróżnienie w Międzynarodowym Konkursie „Exlibris na 400 Rocznicę urodzin Jacques’a Callot’a” – Biblioteka Miejska w Nancy. Francja.
- 1999 Trzecia nagroda w III Międzynarodowym Konkursie na Exlibris Współczesny – Biblioteka Miejska w Gliwicach. Polska.
- 2000 Medal Honorowy w IV Krakowskim Biennale Exlibrisu Współczesnego – Biblioteka Miejska w Krakowie. Polska.
- 2000 Wyróżnienie w I Międzynarodowym Biennale Grafiki „Jubileusz Nowego Millenium” – Pałac Sirena we Francavilla al Mare. Włochy.
- 2000 Srebrny medal na Biennale Grafiki. Miejska Galeria Sztuki w Qingdao. Chiny.
- 2003 Wyróżnienie i Nagroda Mistrzowska Tai-He w I Międzynarodowym Biennale Grafiki w Pekinie. Centrum Wymiany Międzynarodowej i Galeria Yan Huang w Pekinie. Chiny.

## Prace w zbiorach
1. BWA (Biuro Wystaw Artystycznych) – Łódź – (obecnie) Miejska Galeria Sztuki.
2. CBWA (Centralne Biuro Wystaw Artystycznych) – Warszawa.
3. BWA – Konin, Leszno, Toruń, Poznań.
4. Muzeum Narodowe – Szczecin, Toruń.
5. Muzeum Narodowe – Gabinet Rycin – Poznań.
6. Biblioteka Wyższej Szkoły Pedagogicznej – Zielona Góra.
7. Muzeum Leśnictwa – Ośrodek Kultury Leśnej – Gołuchów.
8. Muzeum Zamkowe – Malbork.
9. Muzeum Miasta Ostrowa Wielkopolskiego.
10. Muzeum Opatów – Gdańsk – Oliwa.
11. Musee National – Monte Carlo. Monaco.
12. Stadt Museum – Sint Niklaas. Belgia.
13. Zbiory Atelier Contraste – Fribourg. Szwajcaria.
14. Mediatheque – Biblioteka Miejska – Nancy. Francja.
15. Zbiory Prefecture Gallery – Kanagawa – Yokhama. Japonia.
16. Ino-Cho Parer Museum – Kochi. Japonia.
17. Museo De Arte Contemporareiro – Ibiza. Baleary. Hiszpania.
18. National Central Library – Taipei. Taiwan.
19. Zbiory Stadtsaal – Frechen. Niemcy.
20. Zbiory Gallery 52 – Soho – New York. USA.
21. Zbiory Del Bello Gallery – Toronto. Kanada.
22. Zbiory Tilbury’s Gallery – Sint Truiden. Belgia.
23. Zbiory Off Centre Gallery – Bristol. Wielka Brytania.
24. Zbiory Euroart Gallery – Ottawa. Kanada.
25. Wojewódzka I Miejska Biblioteka Publiczna – Wrocław.
26. Miejska Biblioteka Publiczna – Gliwice.
27. Wojewódzka Biblioteka Publiczna – Kraków.
28. Zbiory Galerii Ekslibrisu „Podgórze” – Kraków.
29. Muzeum Okręgowe – Rzeszów.
30. Zbiory Palazzo Sirena – Francavilla Al Mare. Włochy.
31. Zbiory Qingdao Art Gallery – Qingdao. Chiny.
32. Zbiory Boston Public Library – Boston – USA.
33. International Cultural Exchange Center – Pekin. Chiny.
34. Archiwum PAN – Pałac Staszica. Warszawa.

Ponadto prace w licznych kolekcjach prywatnych w kraju i zagranicą.